# Acantholimon aristulatum
Acantholimon aristulatum är en triftväxtart som beskrevs av Aleksandr Andrejevitj Bunge. Acantholimon aristulatum ingår i släktet Acantholimon och familjen triftväxter. Inga underarter finns listade i Catalogue of Life.